# Маркиджанская (порода коров)
Маркиджанская порода крупного рогатого скота — порода коров мясного направления
Выведена в регионе Марке в Италии в результате скрещиваний романьольского, серого подольского и кианского скота в конце XIX — начале XX веков. До середины XX века использовалась также как рабочий скот, наряду с волами. До 2002 года составляла до 45 % общего поголовья мясного скота в Италии, разводится во многих странах. 

## Характеристика
Внешне маркиджанский скот похож на  кианский, но ниже ростом. Телята рождаются рыжевато-коричневыми, в возрасте нескольких недель перецветают в светло-серую или белую масть. Средний вес коров 600 кг, быков — 1000 кг и более.
Порода отличается исключительной скороспелостью и мясной продуктивностью. Бычки в 17—18 месячном возрасте весят 600—650 кг, убойный выход 61—63 %, мясо нежное, тонковолокнистое, с высокой долей мышечной ткани.